# Маак, Мартин
Мартин Маак (нем. Martin Maack; 16 февраля 1863, Любек — 1937) — немецкий писатель.

## Биография
Родился 16 февраля 1863 года в Любеке, Германский союз. Учился в Киле и Цюрихе, затем преподавал в различных городах Германии и в Рио-де-Жанейро.
Дебютировал в 1887 году как драматург.
Умер в 1937 году.

## Творчество
Автор сборника «Среди жизненных бурь: Новеллы из народной и учительской жизни» (нем. In den Stürmen des Lebens: Novellen aus d. Volks- und Lehrerleben; 1890), драматической поэмы «Иуда» (1889), новеллы из итальянской жизни «Генуя и Ривьера» (1891), пьесы «Новое время» (нем. Eine neue Zeit; 1893) на сюжет из эпохи Реформации, поставленной в любекском городском театре к 750-летию города, мистерии «Пляска смерти» (нем. Der Totentanz; 1925) для чтеца и хора. Опубликовал также несколько очерковых книг об окрестностях Любека и Гамбурга, составил «Критический словарь известных современных немецких писателей, с преимущественным вниманием к новеллистам» (нем. Die Novelle: Ein kritisches Lexikon über die bekanntesten deutschen Dichter der Gegenwart mit besonderer Berücksichtigung der Novellisten; 1896). Писал также на нижненемецком языке.
Маак был также не чужд гуманитарно-философских изысканий: в 1893 году он опубликовал небольшой трактат «Половое размножение как конечная цель нашего существования: Половое воздержание с идеальной точки зрения, его природные основания и его нравственная необходимость» (нем. Die geschlechtliche Fortpflanzung als Endzweck unseres Daseins: die geschlechtliche Enthaltsamkeit vom idealen Standpunkte aus, ihre naturliche Berechtigung und innere sittliche Notwendigkeit), а последний капитальный труд Маака — «Фольклористическое и краеведческое изучение Шлезвиг-Гольштейна, Гамбурга и Любека на расово-биологической основе» (нем. Volks- und Heimatkunde von Schleswig-Holstein, Hamburg und Lübeck auf rassenbiologischer Grundlage; 1935).